# 色域

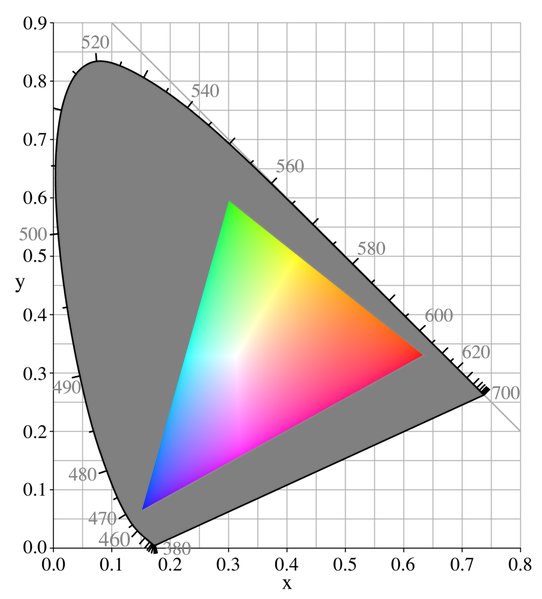
典型的なCRTの色域
灰色の中の馬蹄形はCIE 1931 xy色度図に表示された人に見える色の色度の範囲である。色付きの三角形は、一般的なコンピューターモニターで使用されるsRGB色空間の色域で、人の見るすべての色をカバーしているわけではない。三角形の3つの頂点はこの色域をつくる原色である。

色域（しきいき、英: gamut, color gamut）は、コンピュータグラフィックスや写真などでの色のサブセットである。特定の色空間や特定の出力機器など、与えられた状況で正確に表現できる色のサブセットを指すことが多い。また、特定の画像に使われている色の完全なセットを指すこともある。この場合、写真をデジタイズし、デジタイズした画像を別の色空間に変換したり、固有の色域を持つ出力機器を使って出力したりすると、オリジナルの持っていた色はその過程で失われることがある。

## 概要
英語で色域に相当する gamut は元々は音楽用語であり、メロディを構成する音高のセットを意味していた。シェイクスピアの『じゃじゃ馬ならし』でこの言葉を使っているが、作曲家トマス・モーリーの影響があるとされることもある。1850年代にはこの用語を色の範囲や色相に使うようになった。例えば、トマス・ド・クインシーは「斑岩は大理石のように様々な色相の色域が入り混じっていると聞いていた」と書いている。
色理論においては、色域とは機器や処理で表現または再現できる色空間の部分を意味する。一般に色域は色相-彩度平面で示され、多くのシステムがその色域内で広範囲の輝度で色を生成できるものとされる。さらに印刷などの減法混合の表色系では、照明を考慮しないと可能な輝度の範囲を論じることはできない。
ある色モデル内で表示できない色があるとき「その色は色域外である(out of gamut) 」と言われる。例えば、RGBの色モデルに含まれる純粋な赤は、CMYKモデルでは色域外である。
可視な色空間全体を再現できる機器は、カラーディスプレイや印刷技術に関する工学にとって未だ実現されていない目標である。新たな技術がよりよい近似を可能にしているが、複雑すぎて実用的でないことが多い。
どの程度で「十分」なのかは、人間の知覚の限界との関わりが重要である。
デジタル画像を処理するとき、最もよく使われるのはRGBモデルである。RGBモデルで作成されたデジタル画像を印刷するには、RGB色空間をプリンタのCMYK色空間に変換する必要がある。このとき、RGBの色がCMYKで色域外だった場合、CMYKの色域内の近似した色に変換する必要がある。単純にCMYK色空間からはみ出た色だけをトリミングして印刷先の色空間の最も近い表現可能な色にすると、画像の見た目が変わってしまう。この変換で近似を行うアルゴリズムがいくつか存在するが、色域外の色をその機器で出力できないのはどうしようもなく、どれも完全とは言えない。そのため、色空間変換処理において、画像内の色のうち対象の色空間の色域外となる色を素早く識別することは、最終的な画質の向上にとって非常に重要である。

## 色域の表現

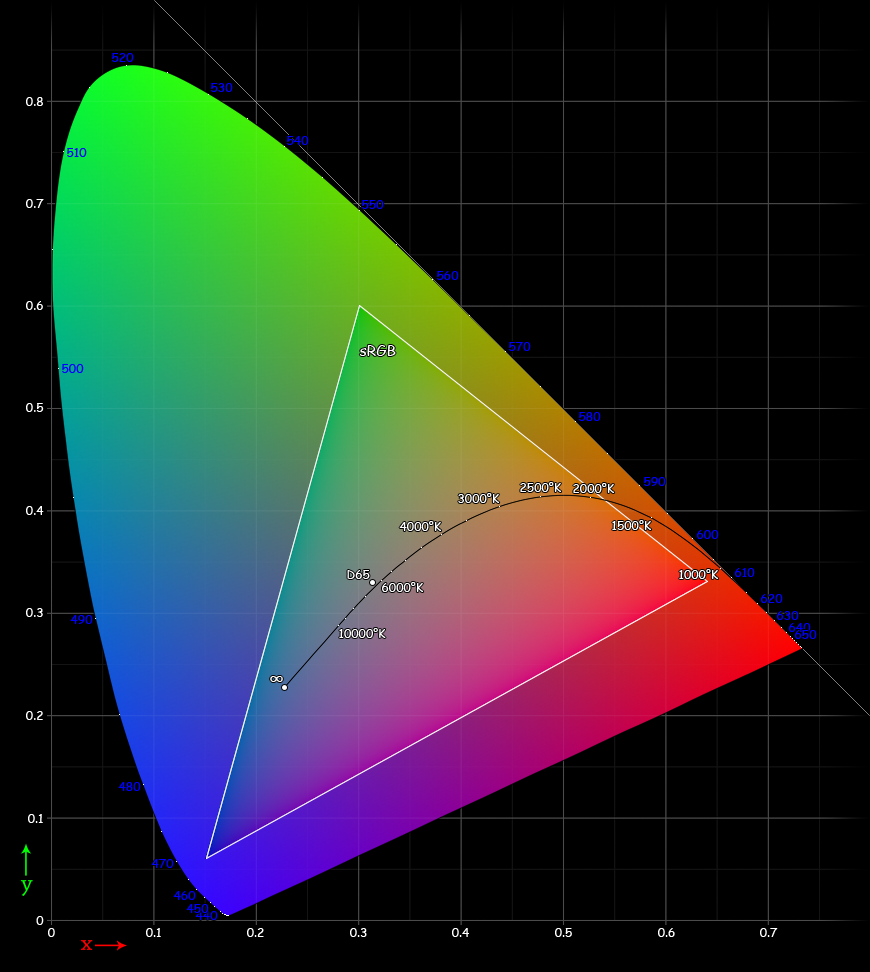
可視色域と、sRGBおよび色温度を比較したCIE 1931 xy色度図

色域は右図で示すように CIE 1931 xy色度図内の領域として表現することが多く、曲線の境界線は単色を表している。
一般に色の再現には三原色を使うことが多いので、色域は三角形の領域となっていることが多い。
しかし、実際の色域は明るさも関係するので、完全な色域は左の図のように3次元空間で表現しなければならない。
左の図は、コンピュータディスプレイなどで使われるRGB色空間の色域（上）と自然界の反射色（下）を示している。灰色の線で描かれている円錐状の部分は右上のxy色度図と大まかに対応し、それに明るさの次元を加えている。
これらの図にある軸は、人間の目にある短い波長(S)、中間の波長(M)、長い波長(L)の錐体細胞の反応に対応している。その他の文字は、黒(Blk)、赤(R)、緑(G)、青(B)、シアン(C)、マゼンタ(M)、黄色(Y)、白(W)に対応している。なお、この図は縮尺的には正しくない。
左図のRGB色域の形状を見てみると、暗いところでは赤・緑・青の三角形になっているが、明るいところではシアン・マゼンタ・黄色の三角形になっており、最も明るいところに白色点がある。各頂点の正確な位置は、例えばブラウン管では蛍光物質の発光スペクトルで決まり、3種類の蛍光物質の最大光度の比率（すなわちカラーバランス）に左右される。CMYK色空間の色域は理想的にはRGBとほぼ同じだが、頂点の位置は微妙に異なり、染料の性質や光源に左右される。実際プリンタのように走査型で印刷した色は、隣接する部分に付着した染料が相互に影響しあい、紙からも影響を受ける。また、理想的な吸光スペクトルではないため、色域が小さくなり、その頂点部分も丸くなる。
自然界の反射色の色域もそれと似たような丸い形状となっているが、印刷色よりもさらに丸い。
狭い帯域の周波数だけを反射する物体はxy色度図の境界線に近い色となるが、それは同時に非常に反射光が弱い（暗い）ということになる。
明るいとxy色度図のうちでアクセス可能な領域はどんどん狭くなり、最終的に白の1点に収束し、その点ではあらゆる波長が100%反射されており、白色点の座標はもちろん光源の色で決まっている。

## 色表現の限界

### 物体表面

理想的な材質のスペクトル

CIE標準の光の1つ、CIE FL4の CIE xyY における MacAdam limits

20世紀初めごろ、色を制御可能な形で記述する方法が産業界で必要とされるようになり、光のスペクトルの測定が可能となったことで色を数学的に表現する研究が行われるようになった。
ドイツの化学者ヴィルヘルム・オストヴァルトは最適色 (optimal colors) の考え方を提唱した。エルヴィン・シュレーディンガーは1919年の論文 Theorie der Pigmente von größter Leuchtkraft（高輝度顔料について）で、最も飽和した色は可視スペクトル上のゼロまたは完全な反射がもたらす刺激によって生成されるとした（つまり、反射スペクトルはゼロと100%の間で高々2回遷移する必要がある）。
したがって、2種類の最適色スペクトルが考えられ、右の図にあるようにスペクトルの両端はゼロで途中に1になる部分がある場合と、一方の端では1でもう一方の端でゼロとなる場合がある。前者はスペクトル色のような色となり、xy色度図における馬蹄形部分に大まかに対応する。後者は同じxy色度図の直線部分に近い色となり（ただし、一般的に彩度が低い）、だいたいマゼンタ系の色になる。
シュレーディンガーの業績はデビッド・マクアダムとSiegfried Röschが受け継ぎ、さらに発展させた。マクアダムは、世界で初めて CIE 1931 色空間に明るさを Y = 10 から 95 まで10単位で設定し、最適色の立体の正確な位置を計算した。これにより、実用的な精度で最適色の立体を描けるようになった。この業績により、最適色立体の境界線を MacAdam limit と呼ぶようになった。
今日では、効率的アルゴリズムで実用的な時間内（最近のコンピュータでは1時間程度）に高精度に境界を計算できる（明るさのレベル毎に数百ポイント。マクアダムは明るさレベル毎に12ポイントを計算）。
MacAdam limit は最も飽和した（最適な）色が対応する境界線であり、黄色以外の単色に近い色は輝度が低いところにあることを示しており、黄色の輝度が高いのは、スペクトルの赤から緑までの長い部分を1とすることで単色の黄色に非常に近い色になるためである。

### 光源
加法混色システムで原色として使用される光源は、明るい必要があるため一般的に単色には近くない。すなわち、多くの光源の色域は純粋な単色（単波長）の光を作り出すことが難しいため、このようになっていると理解できる。技術的に最良の（ほぼ）単色の光源はレーザーだが、高価であり多くの場合現実的でない。しかしながら、光エレクトロニクス技術が成熟するにつれて、単一縦モードのダイオードレーザーはより安価になっており、ラマン分光法、ホログラフィー、生物医学研究、蛍光、複製印刷、干渉法、半導体検査、遠隔検出、光データストレージ、画像記録、分光分析、印刷、P2P自由空間通信、光ファイバー通信などの多くのアプリケーションが利益を得ることができている。レーザー以外では、多くのシステムは多少大ざっぱな近似で高飽和色を表現しており、必要な色以外の波長の光も含んでいる。これは一部の色相で顕著に現れることがある。
加法混色を使うシステムでは、色域はおおよそ色相飽和平面内の凸多角形となる。この多角形の頂点がシステムが生成できる最も飽和した色である。
減法混色の場合、色域はもっと不規則な形になる。

## 各種システムの比較

CIE 1931 xy色度図上の一部のRGBとCMYKの色域の比較

代表的なカラーシステムを、色域の大きいものから順に、以下に示す：
- レーザープロジェクターは、三原色のレーザーを使い、レーザーが完全な単色の原色を発することができるため現在実用化されているディスプレイ装置としては最も広い色域を実現している。映像全体を1ドットずつ走査し、CRTの電子ビームのようにレーザーを高周波で直接変調する方式と、レーザーを光学的に拡散させて変調し、1ラインずつ操作する方式があり、このラインはDLPプロジェクターと同様の方法で変調される。レーザーはDLPプロジェクターの光源としても使用することができる。三原色以上のレーザーを加えれば、さらに色域が広がり、ホログラフィーにも応用されている[10][11]。
- DLP技術（Digital Light Processing）はテキサス・インスツルメンツの登録商標である。DLPチップには最大200万個のヒンジに取り付けられた顕微鏡サイズの鏡の長方形のアレイが搭載されている。それぞれのマイクロミラーの大きさは、人間の髪の毛の5分の1以下である。DLPチップのマイクロミラーは、DLPプロジェクションシステムの光源に向かって傾くか（ON）、離れる方向に傾斜する（OFF）。これによって、投影面に明るいピクセルと暗いピクセルが作られる[12]。現在のDLPプロジェクターは、透過色の「パイ型」の高速回転ホイールを使用して、各カラーフレームを連続して表示する。ホイール一回転で完全な画像が表示される。
- 写真フィルムはテレビやコンピュータや家庭用ビデオシステムなどよりも再現できる色域が広い[13][14]という主張がある。
- LEDディスプレイや有機ELディスプレイは、三原色それぞれの独立した光源を用いている為、世間一般に広く浸透している表示機器の中ではトップクラスの広色域・高色純度を誇る。
- ブラウン管などはほぼ三角形の色域を持ち、可視色空間の主要な部分をカバーしている。ブラウン管での制約は、三原色（赤、緑、青）を生成する蛍光物質の特性である。
- 液晶ディスプレイ (LCD) はバックライトの発する光にフィルタで色をつけている。したがってその色域はバックライトの放射スペクトルに左右される。典型的なLCDは冷陰極管 (CCFL) をバックライトに使っている。発光ダイオードや広色域のCCFLをバックライトとしているLCDでは、ブラウン管より色域が広いものもある。しかしながら、一部のLCD技術では表示角度によって表示される色が変化する。IPS方式ないしen:Patterned vertical alignmentスクリーンは、TN液晶よりも視野角が広い。
- テレビ受像機は通常、CRT、LCD、LEDないしプラズマディスプレイを使用しているが、放送の制限からカラーディスプレイの特性を十分に活用していない一般的な受像器のカラープロファイルはITU規格Rec. 601を基にしている。HDTVは制限が少なく、ITU規格Rec. 709に基づいてわずかに改善されたカラープロファイルを使用する。それでも、例えば同じディスプレイ技術を使用するコンピューターディスプレイよりは多少狭い色域となっている。これは放送ではRGBの限定されたサブセット（16〜233の範囲の値）を使用するが、コンピューターディスプレイでは0〜255の全ての値が使用されるフルRGBを使用するからである。
- 塗料や絵具は広告などに使われるが、元々三原色以上の様々な色素があるため、色域はそれなりに広い。塗料と電子機器の性格の違いから、電子機器では再現できない色も再現できる。
- 印刷は一般にCMYK色空間（シアン、マゼンタ、イエロー、ブラック）を使う。黒を使わずに印刷する場合もあるが、それでもCMYKで表示できる色域は狭い。このため、原色以外の色のインクを追加して色域を広げたりしており、オレンジ色と緑色、ライトシアンとライトマゼンタなどが加えられる場合がある。また、複数の着色材料の併用で色を作ると明度・彩度が低下することもあり、特色と呼ばれる特定のインクを使うこともある。
- モノクロディスプレイの色域は、色空間内の1次元の曲線となる[15]。

## 広色域
Ultra HDフォーラムは広色域（Wide Color Gamut, WCG）をRec. 709よりも広いシステム色域（原色色度と、白色点）を有するものと定義した。
一般的な広色域は次の通り：
- Rec. 2020 – UHDTV向けのITU-R勧告[17]
- Rec. 2100 – HDRテレビ向けのITU-R勧告（Rec. 2020と同一の原色色度と、白色点）[18]
- DCI-P3
- Adobe RGB

## 拡張色域印刷
上記のようにシアン、マゼンタ、イエローおよびブラックを使用した印刷範囲は非常に貧弱である。
これに対応するため、様々な印刷手法が開発され続けており、グリーン・オレンジを追加したヘキサクローム方式、緑、オレンジ、紫を含む3色を追加したOGV印刷、CMYKインキ自体の再現領域を拡張したKaleidoが存在する。